# شموئيل دايان
شموئيل دايان (بالعبرية: שמואל דיין‏) (8 أغسطس 1891 – 11 أغسطس 1968) ناشط صهيوني إبان فترة الانتداب البريطاني على فلسطين وسياسي إسرائيلي انتخب ثلاث مرات لعضوية الكنيست.
ولد في بلدة جاشكيف الأوكرانية الخاضعة آنذاك لسيطرة الإمبراطورية الروسية. انضم إلى الحركة الصهيونية في سن مبكر وهاجر إلى فلسطين التي كانت تحكمها الدولة العثمانية في عام 1908. عمل هناك في مجال الزراعة بمستعمرات بتاح تيكفا، رحوفوت، يافنيعيل وكينيرت حتى عام 1911، عندما أصبح نشطاً في جماعة هبوعيل هتسعير (حزب العمال الشباب).

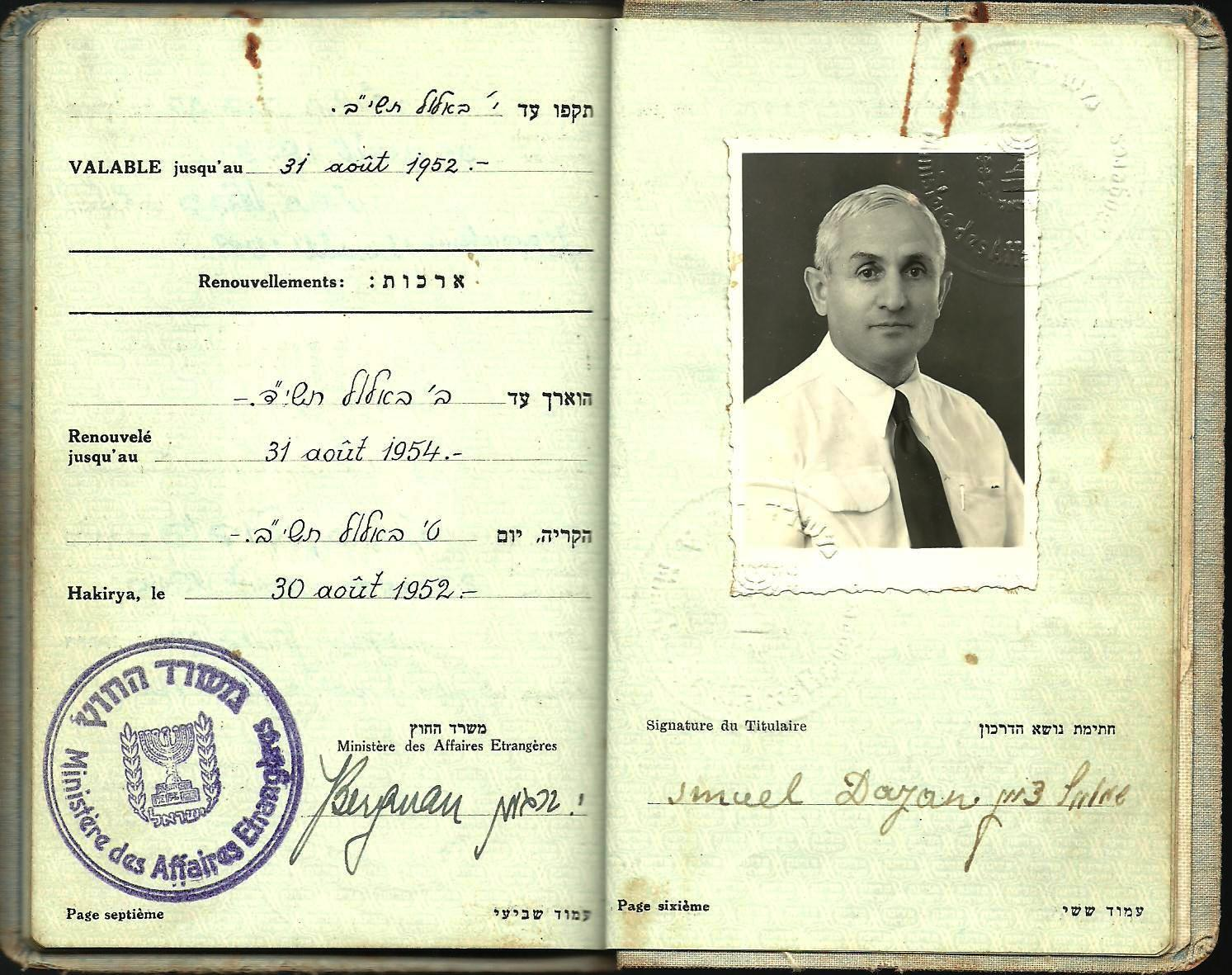
جواز سفر شموئيل دايان في عام 1951

كان شموئيل والد الجنرال والسياسي موشيه دايان (1915–1981).